# Gerstenberg (Šluknovská pahorkatina)
Gerstenberg (česky doslovně Ječný vrch) je 533 m vysoký vrch na území města Neustadt in Sachsen (místní část Rugiswalde) v zemském okrese Saské Švýcarsko-Východní Krušné hory v Sasku.

## Charakteristika
Vrch leží v německé části Šluknovské pahorkatiny (Lausitzer Bergland) a její mesogeochoře Západní hornolužická vrchovina (Westliches Oberlausitzer Bergland). Hřbet se táhne v severozápadním až jihovýchodním směru a na jižním úpatí navazuje Západolužická pahorkatina a vrchovina. Část svahů zasahuje na území měst Sebnitz a Dolní Poustevna a východně od vrcholu prochází česko-německá státní hranice. Geologické podloží tvoří jemně až středně zrnitý dvojslídý granodiorit, který ve vrcholové části a na jižním svahu doplňuje lužický granodiorit, který zde byl těžen. Při vrcholu stojí kamenný trinagulační sloup z roku 1865. Po severním svahu prochází žlutě značená turistická stezka spojující Dolní Poustevnu s Ungerbergem (538 m), která využívá historické Solné stezky (Salzstraße). Přes jižní a západní svahy procházejí modře a červeně značené turistické stezky a cyklostezka. Většina vrchu je zalesněná, převažuje monokultura smrku ztepilého (Picea abies). Na severním svahu se nachází lyžařská sjezdovka Skiclub und Skilift Rugiswalde. Po jižním svahu a úpatí prochází železniční trať Budyšín – Bad Schandau. Na západním svahu pramení Goldbach, přítok Schönbachu, který náleží k povodí Sebnice a úmoří Severního moře.